# Kunstacademie
Een kunstacademie is een onderwijsinstelling die een opleiding tot kunstenaar verzorgt. Door een ruime interpretatie van het begrip kunst geven vrijwel alle kunstacademies behalve onderricht in beeldende kunst ook onderricht in andere vakken (zogenaamde toegepaste kunst), zoals grafische vormgeving, industriële vormgeving, edelsmeedkunst, architectuur, mode en interaction design.

## Nederland
In Nederland staat de term kunstacademie voor een vorm van hoger beroepsonderwijs met een studieduur van vier jaar. Sinds de invoering van het bachelor-master systeem zijn alle afgestudeerden van een kunstacademie in Nederland bachelor. Sommige kunstacademies bieden de mogelijkheid tot een vervolgstudie (master-opleiding).

## Vlaanderen
In Vlaanderen is kunstacademie een term uit het deeltijds kunstonderwijs waarmee men meestal de opleidingen voor beeldende kunst bedoelt, daarom soms ook tekenacademie genoemd. Plaatsen waar podiumkunsten (muziek, woordkunst, dans) gevolgd kunnen worden, worden meestal muziekacademie genoemd. In Vlaanderen en in het Brussels Hoofdstedelijk Gewest zijn er 66 kunstacademies waar men zowel 's avonds, in het weekend en vaak ook door de week opleidingen voor beeldende kunst en audiovisuele kunsten kan volgen. Deelname is mogelijk voor mensen vanaf 6 jaar. Voor podiumkunsten kan men bij 101 instellingen terecht voor een opleiding. De opleidingen in de muziekacademies zijn 's avonds en in het weekend.
Wel wordt soms nog de oude benaming "Koninklijke academie voor schone kunsten" gebruikt voor wat tegenwoordig een onderdeel is van sommige hogescholen, zoals het departement beeldende kunst van de Artesis Plantijn Hogeschool Antwerpen of het departement audiovisuele en beeldende kunsten van de Hogeschool Gent.

## Kunstacademies in Nederland
- Amsterdamse Hogeschool voor de Kunsten, Amsterdam
- Academie Minerva, Groningen
- Akademie voor Kunst en Vormgeving St. Joost, Breda-'s-Hertogenbosch
- ArtEZ, Arnhem, Enschede en Zwolle
- Christelijke Academie voor Beeldende Kunsten, Zwolle en Kampen
- De Ateliers, Amsterdam
- Design Academy Eindhoven, Eindhoven
- Fontys Academy of the Arts, Tilburg
- Gerrit Rietveld Academie, Amsterdam
- Hogeschool voor de Kunsten Utrecht, Utrecht
- Jan van Eyck Academie, Maastricht
- Klassieke Academie voor schilderkunst Groningen, Groningen
- Koninklijke Academie van Beeldende Kunsten, Den Haag
- Kunstacademie Haarlem, Haarlem
- Kunstacademie Leiden, Rijnsburg
- Maastricht Institute of Arts (Zuyd Hogeschool), Maastricht
- Rijksakademie van beeldende kunsten, Amsterdam
- Vrije Academie, Den Haag
- Wackers Academie, Amsterdam
- Willem de Kooning Academie, Rotterdam

## Kunstacademies in Vlaanderen
- Academie voor Schone Kunsten Brugge
- DeKunstAcademie Knokke-Heist
- Gemeentelijke Academie voor Schone Kunsten Arendonk
- Gemeentelijke Academie voor Schone Kunsten Mol
- Kunstacademie Maasmechelen - beeldende en audiovisuele kunsten
- Stedelijke Academie voor Muziek, Woord en Dans (Lier)
- Stedelijke Academie voor Muziek, Woord en Dans Sint-Niklaas
- Stedelijke Academie voor Muziek, Woord en Dans Turnhout
- Koninklijke Academie voor Schone Kunsten van Antwerpen
- Stedelijke Academie voor Schone Kunsten (Lier)
- Stedelijke Academie voor Schone Kunsten (Leuven)
- Stedelijke Academie voor Schone Kunsten Roeselare